# الرنين المغناطيسي الفيزيائي

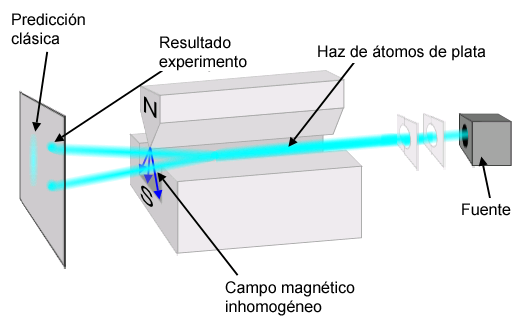
العناصر الأساسية لتجربة شتيرن-غيرلاخ

الرنين المغناطيسي الفيزيائي هو عملية يتم من خلالها إثارة (الرنين) الفيزيائية عن طريق المغناطيسية. تستخدم هذه العملية لتطوير التصوير بالرنين المغناطيسي وتكنولوجيا التحليل الطيفي بالرنين المغناطيسي النووي. كما تستخدم لتطوير أجهزة الكمبيوتر الكمومية بالرنين المغناطيسي النووي.

## تاريخيًا
رُصدت ظاهرة الرنين المغزلي الإلكتروني لأول مرة عام ١٩٤٤ على يد الفيزيائي السوفيتي ي. ك. زافوسكي، الذي كان يُدرّس آنذاك في جامعة قازان الحكومية (جامعة قازان الفيدرالية حاليًا). رُصد الرنين المغناطيسي النووي لأول مرة عام ١٩٤٦ في الولايات المتحدة الأمريكية على يد فريق بقيادة فليكس بلوخ، بالتزامن مع فريق آخر بقيادة إدوارد ميلز بورسيل، واللذين حازا لاحقًا على جائزة نوبل في الفيزياء عام ١٩٥٢.

## الطرق الرنانة وغير الرنانة
تتمثل إحدى الطرق الطبيعية لقياس المسافة بين مستويي طاقة في إيجاد كمية قابلة للقياس تُحددها هذه المسافة وقياسها. إلا أن دقة هذه الطريقة محدودة بدقة القياس، وبالتالي قد تكون ضعيفة.
كبديل، يُمكننا إجراء تجربة يعتمد فيها سلوك النظام على مستوى الطاقة. إذا طبّقنا مجالًا خارجيًا بتردد مُتحكّم فيه، يُمكننا قياس انفصال المستوى من خلال ملاحظة التردد الذي يحدث عنده التغيير النوعي: هذا يعني أن احتمالية الانتقال بين حالتين تكون عالية عند هذا التردد. ومن أمثلة هذه التجارب نسخة مُعدّلة من تجربة شتيرن-غيرلاخ، حيث يُقاس العزم المغناطيسي بإيجاد تردد الرنين للانتقال بين حالتي دوران.